# فيرين جراشين، يريفان
فيرين جراشين(الأرمينية: Վերին Ջրաշեն) هو حي في يريفان، أرمينيا.